# Mercedes-Benz OM651

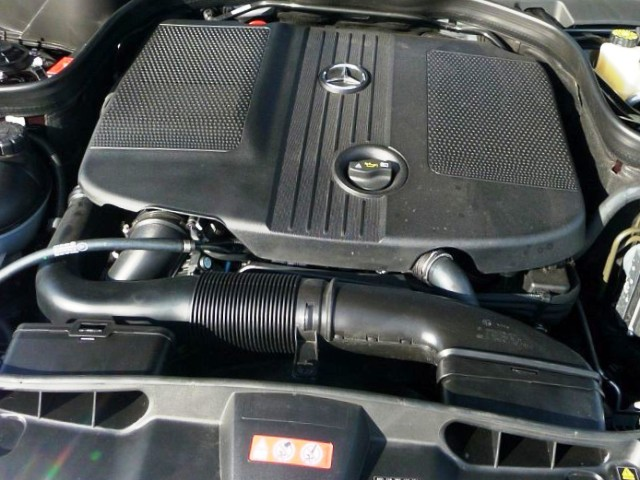
OM651 motor

De OM651-motor is een vierde-generatie-common-rail-dieselmotor met vier cilinders van Mercedes-Benz. Mercedes-Benz startte hiermee vanaf herfst 2008 met een volledige nieuw ontwikkelde dieselmotor-generatie. Deze generatie volgt de OM646 op, die in de basis nog een doorontwikkeling is van de in 1983 geïntroduceerde OM601. Tevens zal deze motor de zwakkere OM642 motoren (E/ML 280 CDI) vervangen.
Deze motor is bij introductie uniek omdat hij zelfs zonder toepassing van katalysatoren of filters aan de in 2010 geldende Euro-V norm voldoet en dus ook geschikt is voor de Euro-VI norm.

## Techniek
De motorinhoud is 2143 cm³ bij een boring van 83 mm en een slag van 99 mm en de compressie is 16,2 : 1, wat allemaal iets minder is dan bij de voorganger.
Bij de sterkste versie (op dit moment) zorgen twee turbo's van BorgWarner voor de voortstuwing. De basisuitvoering met 100 kW heeft een enkele turbolader van ICSI.
Verder is de vierklepper uitgerust met twee balansassen die door de krukas worden aangedreven en een brandstofbesparende waterpomp die naargelang behoefte wordt ingeschakeld.

## Versies
De OM651 zal beschikbaar zijn in de volgende uitvoeringen:
- 200 CDI: 100 kW/136 pk bij 3000–4600 t/min en 360 Nm bij 1600–2800 t/min (enkele VTG-turbo)
- 220 CDI: 125 kW/170 pk bij 3200–4800 t/min en 400 Nm bij 1400–2800 t/min (tweetraps-turbo)
- 250 CDI: 150 kW/204 pk bij 4200 t/min en 500 Nm bij 1600–1800 t/min (tweetraps-turbo)

Qua vermogen is de motor volgens Mercedes-Benz echter nog niet aan de limiet. Op zijn minst 162 kW (220 pk) is mogelijk. Echter is de motor wel minder rustig dan zijn V6 broer.
In de Vito, Viano en Sprinter is de OM651 beschikbaar in resp. 90, 110, 130 en 160 pk.
De bedrijfswagens met 90 en 110 pk zijn uitgerust met een enkele uitlaatgasturbolader,
de 130 en 160pk zijn uitgerust met een tweetraps turbolader.

## Toepassing
Allereerst wordt de motor in de nieuwe GLK aangeboden (eind 2008) als GLK 220 CDI. De sterkste variant debuteert in de C-Klasse C 250 CDI. Later in 2009 zullen de andere modellen van de C-Klasse, E-Klasse, tot en met de Sprinter met de nieuwe motor worden uitgerust. Ook de S-Klasse zal vroeger of later, in combinatie met hybride aandrijving met de OM651 worden geleverd.